# Haras national d'Hennebont
Vous lisez un « bon article » labellisé en 2019.
Le Haras national d'Hennebont  est l'un des cinq pôles équestres de la région française Bretagne. Sa création en 1856 à Hennebont, dans le Morbihan, autour de l'ancienne abbaye de la Joie, résulte d'un échange avec l'abbaye Notre-Dame de Langonnet. Inauguré par Napoléon III le 15 août 1858, il est classé monument historique en 1995.
Le Haras national d'Hennebont poursuit une longue mission d'étalonnage public, en acquérant et mettant des étalons, majoritairement de race Breton, à la disposition des éleveurs de sa circonscription. Cette fonction historique prend progressivement fin entre 2007 et 2016, via le passage d'une gestion d'État à celle d'un syndicat mixte. La société hippique nationale qui y est hébergée, créée en 1964, cesse ses activités en 2019.
Désormais surtout dévolu au tourisme, ce haras dispose d'un espace de découverte du cheval et d'une école d'attelage, organisant de nombreux spectacles et des manifestations toute l'année, dont un marché de Noël.

## Histoire

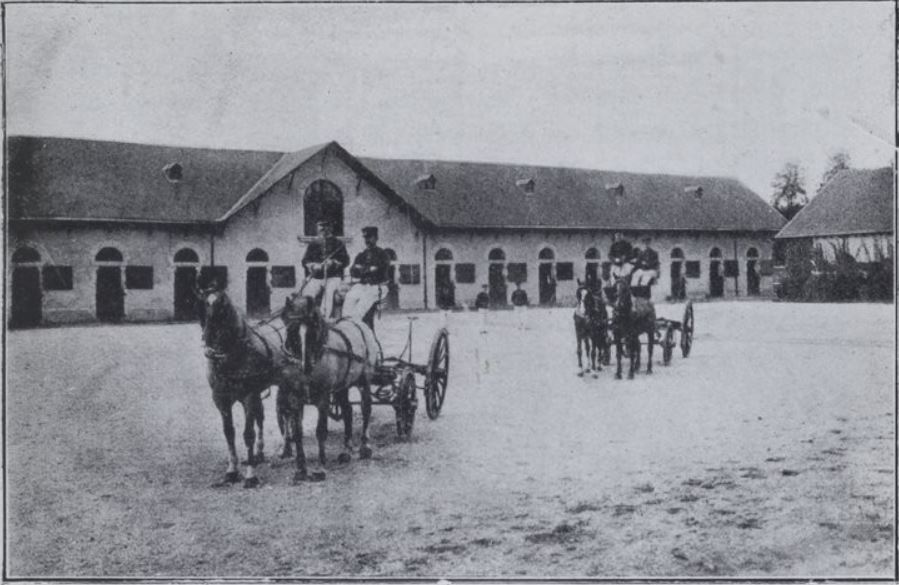
Attelages dans la cour centrale du Haras national d'Hennebont (v. 1931).

Sous l'Ancien Régime, les dépôts d'étalons ont toujours été plus nombreux dans le nord de la Bretagne que dans le sud. Le système des Haras fonctionne notoirement mal en Bretagne, notamment car les éleveurs recherchent des étalons plus divers, et restent attachés à la race locale du bidet de Briec. Sous le Consulat, en 1803, Chaptal recherche des emplacements pour établir un nouveau dépôt d'étalons dans le Morbihan : le château de Josselin, l'abbaye de Saint-Jean-des-Prés, le château de Crévy, le château de Truscat et l'enclos des Ursulines de Ploërmel sont envisagés, avant un choix arrêté à l'abbaye de Langonnet, en 1806.
Le 12 novembre 1842, les circonscriptions de Bretagne sont définies à partir de ses deux haras. Le dépôt de Langonnet étant mal desservi par des routes étroites et peu praticables,,, un nouvel emplacement est recherché à partir de 1849. L'abbaye de la Joie, à Hennebont, fait partie des propositions.

### Établissement et inauguration

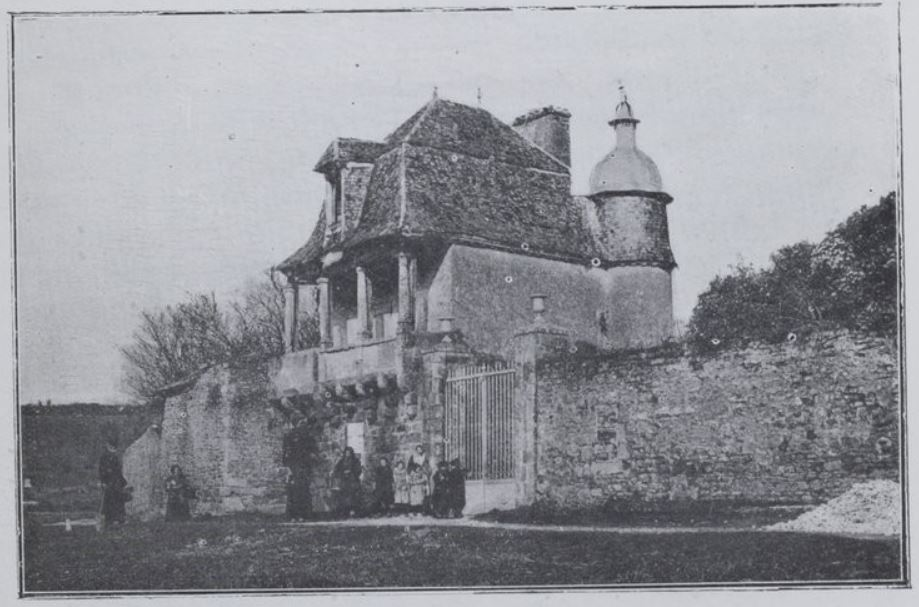
Porterie de l'ancienne abbaye de la Joie, sur les rives du Blavet (v. 1931).

Un décret paru le 10 novembre 1856 autorise le transfert du Haras national de Langonnet vers Hennebont, sur 5 hectares autour de l'abbaye de la Joie. L'échange d'emplacement est signé par le préfet du Morbihan, le 31 décembre,. Cet échange se conclut entre la congrégation des Pères du Saint-Esprit, et l'État français : la congrégation souhaite s'établir à Langonnet. Afin de rendre l'échange avec Hennebont, propriété du sieur Queron, plus équitable, la congrégation prend à sa charge les travaux d'une écurie pour 32 étalons, d'un mur de clôture, d'une grille et de deux pavillons, celui des concierges et celui du chef palefrenier,. Le transfert du haras est géré par son directeur, M. Drieu. Cette opération s'accompagne d'un re-découpage des circonscriptions bretonnes, le Haras national de Lamballe perdant la gestion de l'Ille-et-Vilaine au profil d'Hennebont, et cédant en échange le Nord du Finistère,. Comme le note Gérard Guillotel, ce découpage semble illogique, et pénalise les éleveurs d'Ille-et-Vilaine, plus proches géographiquement de Lamballe que d'Hennebont : il est justifié à l'époque par le développement à venir du Haras national de Lamballe.
Le texte de loi ratifiant l'échange est signé par Napoléon III le 19 mai 1857,. Le haras devient fonctionnel cette même année. L'entrée se fait initialement par les rives du Blavet, via le pavillon de la conciergerie.
Une forge est construite en 1858,. L'inauguration officielle a lieu un an après l'ouverture, en présence de Napoléon III et de l'Impératrice, le 15 août 1858, jour de la Saint-Napoléon,. Les façades sont blanchies pour l'occasion,. Le maire d'Hennebont, Olivier Levier, remercie l'empereur dans son discours,. Un portrait de Napoléon III en pied, portant le manteau impérial, est gardé en souvenir dans l'écurie no 1,.

### Jusqu'au début duXXesiècle

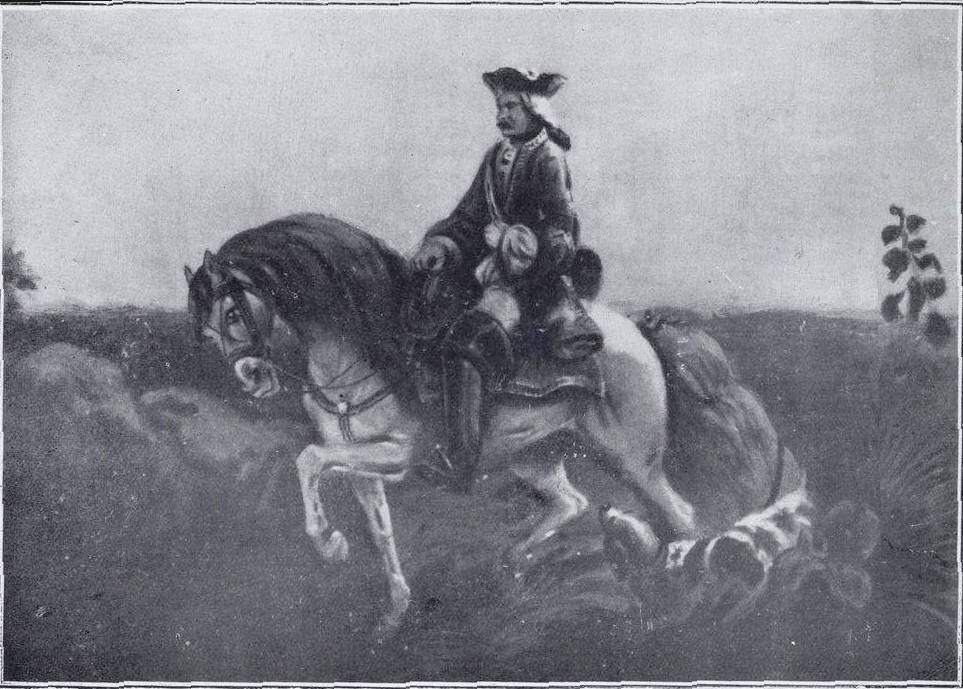
Seigneur breton partant à la chasse, reproduction d'un tableau donné au musée d'Hennebont par le vétérinaire des Haras M. Desjacques.

Des travaux sont menés pour augmenter la capacité du haras : les écuries numéros 2, 3 et 4 deviennent fonctionnelles en 1880,.
Initialement tourné vers l'élevage du cheval de trait, le Haras national d'Hennebont acquiert des étalons de race Anglo-normand et Trotteur Norfolk, dans l'objectif d'alléger la race bretonne par le croisement. Parmi ses étalons de départ figure le Trotteur Norfolk Grey Shales, transféré depuis Langonnet. Les « missions vers l'orient » entraînent l'arrivée de dix étalons Pur-sang arabe à Hennebont entre 1874 et 1892. Le premier directeur de l'établissement entreprend un travail de promotion du cheval Postier de Cornouaille, du petit trait du Morbihan, et d'un cheval de trait plus lourd en Ille-et-Vilaine. Une tradition d'élevage de chevaux de sang destinés à la cavalerie existe dans le bassin de l'Odet (entre Scaër et Quimper), dans le pays de Redon, et le nord de l'Ille-et-Vilaine. En 1900, le Haras national d'Hennebont ne dispose plus d'aucun étalon Arabe ou Anglo-arabe, comptant 148 étalons, majoritairement des demi-sang, pour 36 Postiers et 15 étalons bretons de trait, servant environ 12 000 juments dans sa circonscription,.

### De 1901 à la Seconde Guerre mondiale
En 1901, un certain M. Perrin vend au Haras national un hectare de terrain situé au nord,. Cela permet la construction des écuries numéros 5, 6 et 7,. Le logement du directeur et celui du personnel sont bâtis en 1902,. Le troisième officier du haras arrive en 1907, lorsque la maison du « surveillant » est construite ; le sous-directeur arrive l'année suivante, une infirmerie étant créée en 1908 également.
Entre 1900 et 1914, le nombre de chevaux demi-sang diminue au profit de Postier et du Trait breton. Parallèlement, le bidet de Briec tend à disparaître. En 1914, ce haras compte 262 étalons reproducteurs.
En 1914, une jument de 4 ans de la souche de Corlay, issue du Haras national d'Hennebont, Caroline, reçoit le premier prix du concours central hippique de Paris, de même que son éleveur M. Roux, originaire de Scaër. Une attention particulière est portée au maintien des naissances de chevaux durant la Première Guerre mondiale, en particulier la production du Postier breton, cheval d'artillerie par excellence. Après l'armistice, le Haras national d'Hennebont compte plus de 100 agents. Les besoins agricoles entraînent un accroissement du nombre d'étalons de trait, ainsi que des importations d'étalons Ardennais, bien qu'ils restent moins nombreux qu'à Lamballe.

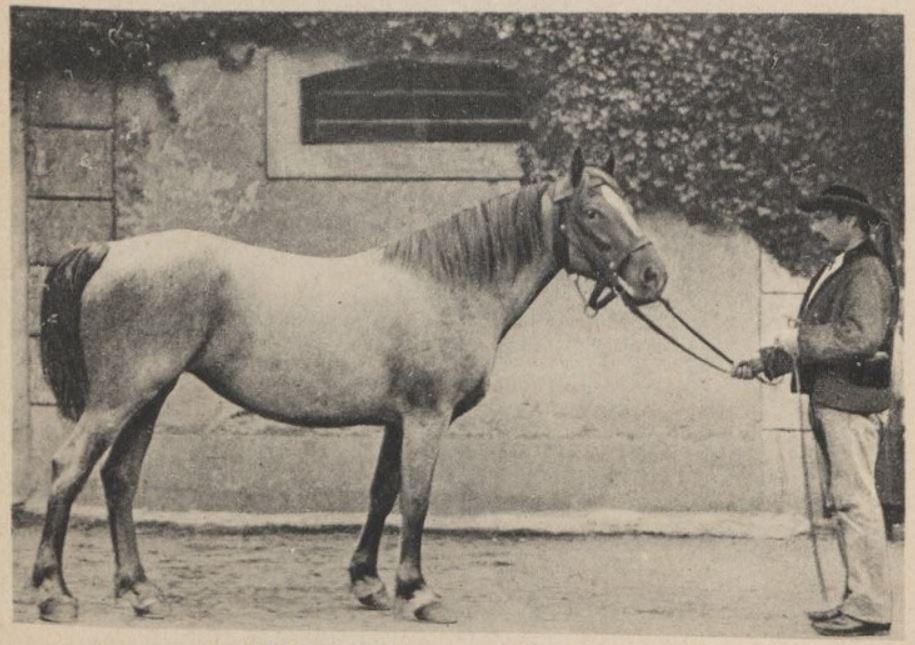
Karoline, jument petit trait breton de la région de Vannes, 2 ans, 1,48 m (1912).
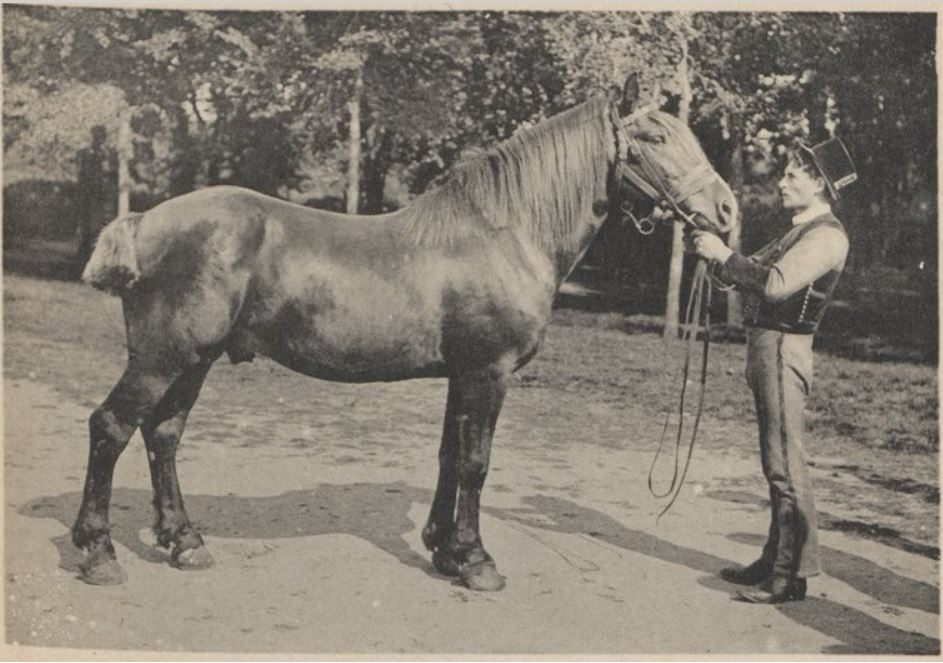
Mousse, petit trait breton de la région de Langonnet, 4 ans, 1,52 m (1916).
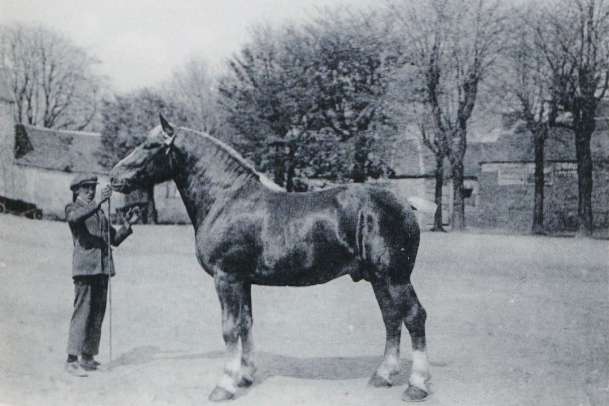
Artisan, Postier breton de Landivisiau, vendu aux Haras nationaux en 1927.

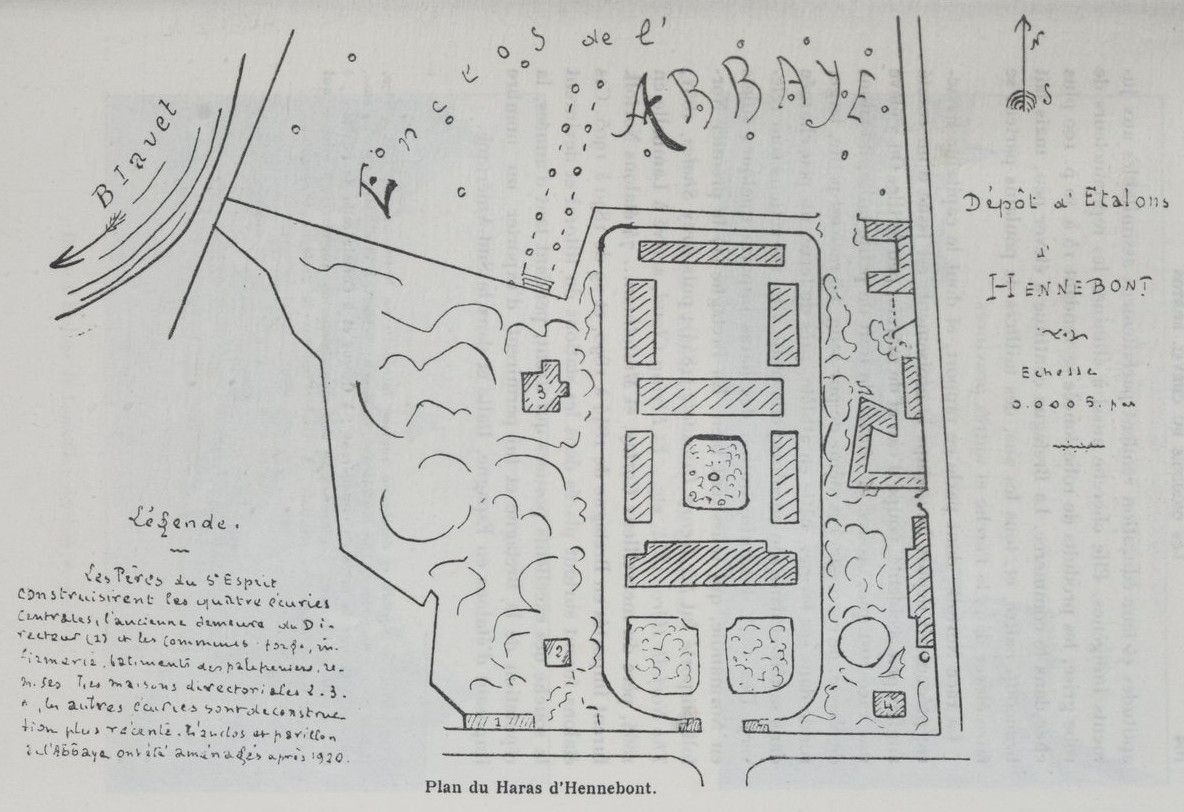
Plan du Haras national d'Hennebont en 1931.

7 hectares supplémentaires sont acquis le 8 novembre 1920 auprès de M. Perrin, ce qui inclut la partie basse de l'abbaye avec ses bâtiments du XVIIe siècle, et toutes ses dépendances,, pour la somme totale de 302 000 francs. En 1923, le Haras perd les centres d'achat d'étalons bretons de Carhaix et Combourg. L'année suivante, 20 917 juments sont saillies dans la circonscription d'Hennebont. En 1927, le site d'Hennebont compte son plus grand effectif, 293 étalons, ce qui en fait le 4e du territoire national. Plus de la moitié des étalons sont répertoriés comme Postier breton, 132 sont des Trait breton, suivant la division du stud-book de la race opérée en 1926. Le personnel compte 93 agents à la même époque. En 1929, Hennebont ne compte aucun étalon de selle. La progression de la motorisation entraîne un déclin des activités du Haras durant les années qui précèdent la Seconde Guerre mondiale.

### Durant la Seconde Guerre mondiale
En 1939, la mobilisation d'un certain nombre de palefreniers entraîne un surcroît de travail pour ceux qui n'ont pas été mobilisés par les besoins de la guerre. Cependant, le directeur du Haras, M. Poujols de Molliens, parvient à maintenir l'activité équestre des lieux durant toutes les années de conflit. La situation de guerre renforce l'idée d'un « élevage culturel », destiné à résister à la défaite puis à l'occupation allemande. Le maintien de M. Poujols de Molliens, en poste durant 15 ans, permet une certaine stabilité.
Les troupes allemandes atteignent Hennebont en juin 1940. 4 000 prisonniers de guerre sont parqués sur le site d'Hennebont jusqu'en 1942, quelques-uns parvenant à s'évader en portant l'uniforme des palefreniers. En 1943, les Allemands occupent la quasi-totalité du site, et y installent un dépôt de munitions ainsi qu'un dépôt alimentaire. Ce dernier est régulièrement pillé par des palefreniers en contact avec la Résistance française (dont fait partie le surveillant du Haras, Michel de Kersabiec), qui connaissent les horaires des rondes des Allemands. Un soldat Allemand antinazi aide ces palefreniers, permettant à un officier français de gagner l'Angleterre, un message étant spécialement adressé aux résistants du Haras national d'Hennebont via la BBC. Hennebont est libérée par les forces alliées le 16 août 1944, grâce à un sabotage du pont du Blavet, ce qui empêche la garnison allemande stationnée au Haras de rejoindre la poche de Lorient. Les soldats allemands du Haras se rendent, après avoir démoli la maison du directeur par un tir d'obus depuis la montagne du Salut.
Lors de la reddition de la poche de Lorient, le 10 mai 1945, le Haras national d'Hennebont est transformé en camp de prisonniers allemands. Après la guerre, ce haras n'héberge presque plus de chevaux, mais il retrouve rapidement ses fonctions traditionnelles.

### De 1945 à 2007
Le déclin du cheval de trait s'accentue après 1945, bien qu'il soit relativement lent et progressif en Bretagne, entraînant une démotivation des éleveurs. Des missions étrangères (Italie, Espagne, Japon...) permettent un maintien d'achat de chevaux de race Breton. La reconversion de l'élevage du cheval Breton dans la production de viande permet un maintien d'effectifs de la race.
Le directeur M. Gendry entame une reconversion de la sélection en ce sens dès 1946. À partir de 1952, M. Marcilhacy poursuit cette politique. Le système des camions rouleurs se généralise, afin d'amener des étalons chez les éleveurs ayant des difficultés à déplacer leurs juments jusqu'au site du haras ou aux stations de monte. Depuis les années 1960, les primes à l'élevage incitent les éleveurs de la circonscription d'Hennebont à maintenir le cheval de trait. En 1954 et sur 17 ans, un étalon raceur, Gerfaut, affecté à la station de Bannalec, dans le Finistère, influence durablement la race bretonne dans la circonscription d'Hennebont, par croisement avec les juments postières.
La société hippique nationale d'Hennebont ouvre en 1964, signant l'ouverture de l'établissement vers le sport équestre. M. de Dieuleveult entre en fonction comme directeur en 1965, et favorise le cheval de course et de sport, augmentant le nombre de ces étalons,. Ses trois successeurs poursuivent sur cette voie, tout en maintenant un important cheptel de race Breton. En 1970, avec 217 étalons, Hennebont est l'un des plus grands dépôts d'étalons français ; en 1973, douze étalons de sang y sont stationnés.
Ce haras est aussi l'un des établissements pionniers dans l'usage de l'insémination artificielle équine en France, la technique étant testée sur ses étalons de trait dès 1981. En 1985, il envoie un énorme étalon reproducteur Breton de type boucher, nommé Oscar, à la station de Bannalec. La tempête du 16 octobre 1987 abîme fortement le site.
En 1993, Hennebont compte 34 agents et 12 stations de monte qui lui sont rattachées dans sa circonscription : Fouesnant, Pleyben, Quimper, Gourin, Malestroit, Combourg, La Guerche-de-Bretagne, Lohéac, Plerguer, Saint-Aubin-du-Cormier et Vitré. Sa société hippique nationale a 45 chevaux et poneys à sa disposition. Le Haras national d'Hennebont gère par ailleurs une vingtaine de sociétés hippiques, et 22 sociétés de course dans sa circonscription, la plus prestigieuse de ses sociétés hippiques étant celle de Dinard.

### Passage sous gestion du syndicat mixte

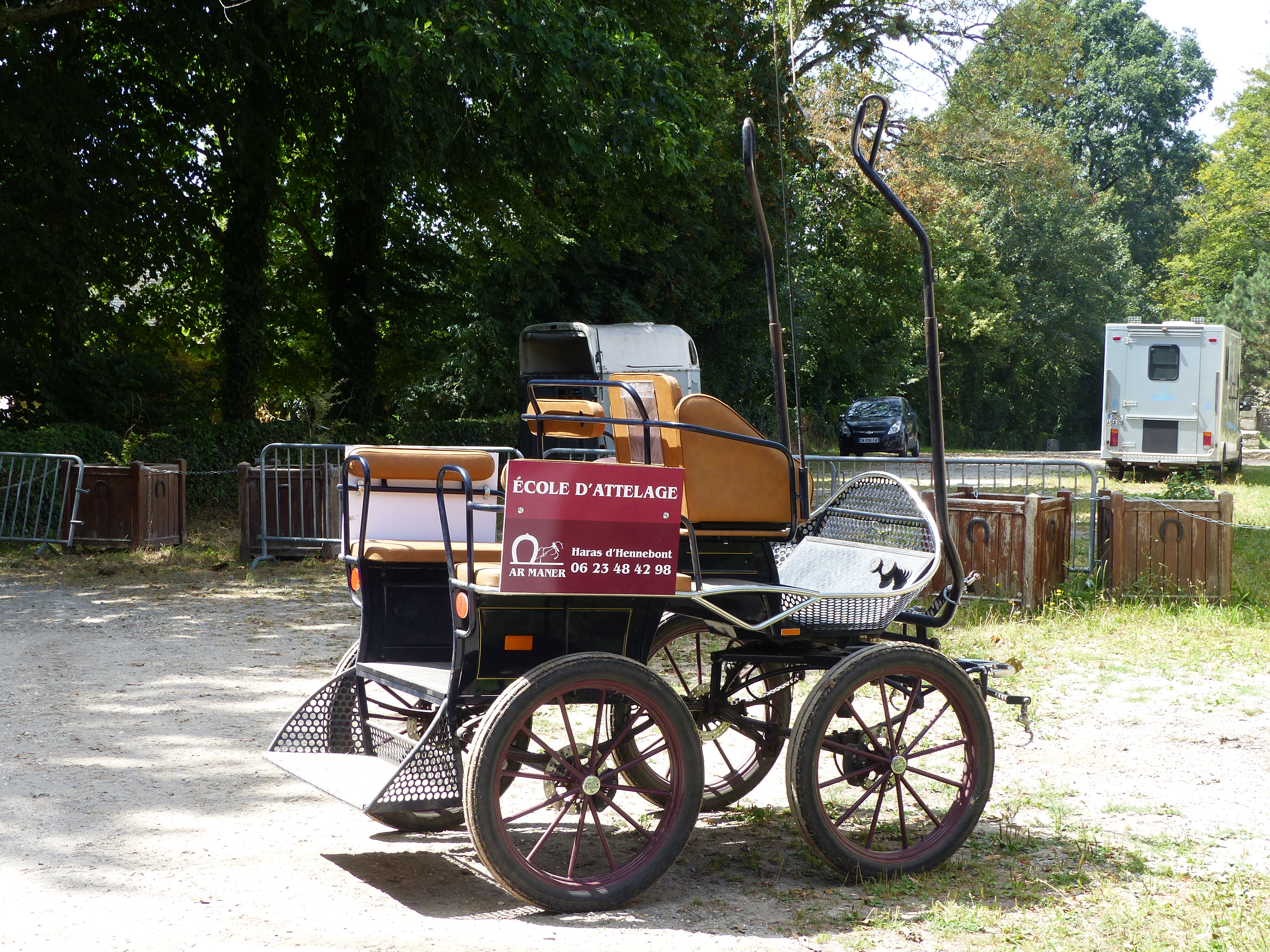
Voiture de l'école d'attelage du haras d'Hennebont.

Depuis 2007, le syndicat mixte du Haras national d'Hennebont gère le patrimoine bâti et arboré du site, hors l'abbaye de la Joie et le pavillon de la Porterie.
Le syndicat mixte est constitué de la région Bretagne, du département du Morbihan, de la communauté d'agglomération du Pays de Lorient, et de la ville d'Hennebont.
Le 15 octobre 2015, l'Institut français du cheval et de l'équitation (IFCE) annonce que ce haras sera mis en vente en janvier 2016,. En avril 2016, la Ville d'Hennebont et Lorient Agglomération annoncent officiellement avoir négocié un accord avec l'IFCE pour devenir propriétaires de l'intégralité du site comprenant les 32 bâtiments, y compris l'abbaye de la Joie, répartis sur 23 hectares, pour un montant de 800 000 euros (750 000 euros d'après le site de La France agricole), sous condition que les partenaires du syndicat mixte s'engagent à aider à assurer la gestion du site. Le transfert de propriété intervient avant la fin de l'année 2016. Le projet envisagé prévoit de pérenniser l'activité autour du cheval, pour faire du haras un pôle touristique du bassin de Lorient.
En septembre 2018, ce haras accueille l'Équi-meeting, consacré à la médiation équine. En août 2019, le Haras d'Hennebont reçoit une délégation japonaise intéressée par l'élevage du trait Breton.
La société hippique nationale ferme en septembre 2019, après 55 ans d'existence : son bail n'est pas renouvelé, ce qui l'oblige à quitter les lieux au plus tard pour la fin 2019,,. Le sort des 50 chevaux de cette association et de ses 4 salariés reste inconnu. 

## Description du site
Le Haras national d'Hennebont se trouve sur un site d'une surface de 23 hectares, ceint par un mur de 3,2 km de long. L'adresse officielle est au 35, rue de la Bergerie, mais l'accès aux véhicules s'effectue par le 1, rue Victor-Hugo.

### Patrimoine bâti
Ce haras dispose d'un très riche patrimoine bâti, puisqu'il compte au total 32 bâtiments dont sept écuries, trois maisons de maître et une forge, pour un total de surface bâtie d'environ 10 000 m2. Ce patrimoine bâti est géré en collaboration avec l'architecte des bâtiments de France. La porterie du Haras, surnommée la « maison des confesseurs », est considérée comme remarquable. Cette ancienne conciergerie se trouve sur les rives du Blavet.
Les bâtiments du Haras national d'Hennebont, à l'exclusion de celui construit en 1986 et des bâtiments de l'abbaye de la Joie (protégés par ailleurs), font l’objet d’une inscription au titre des monuments historiques, par arrêté du 6 novembre 1995.

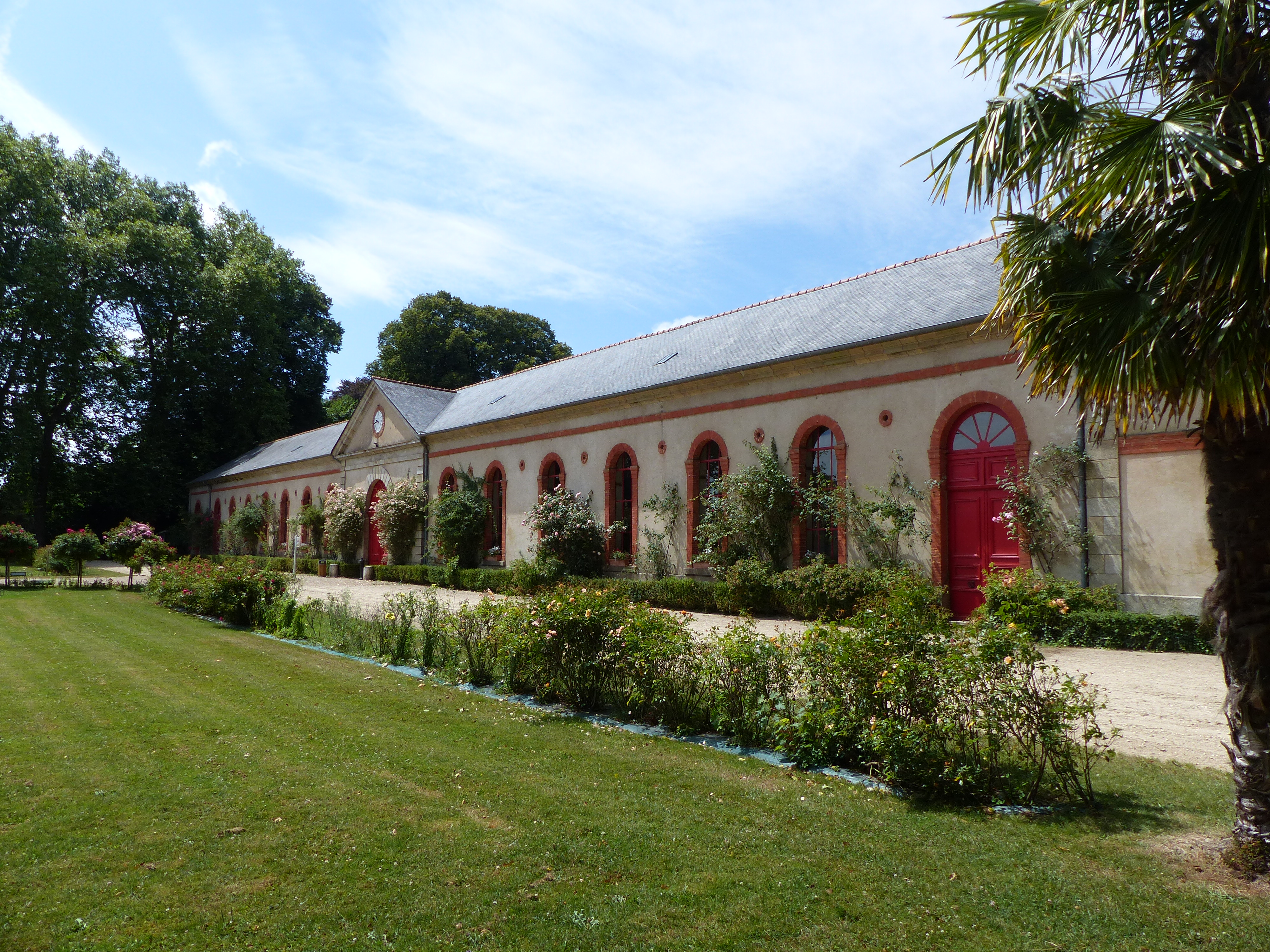
Écurie no 1, hébergeant l'espace découverte du cheval.
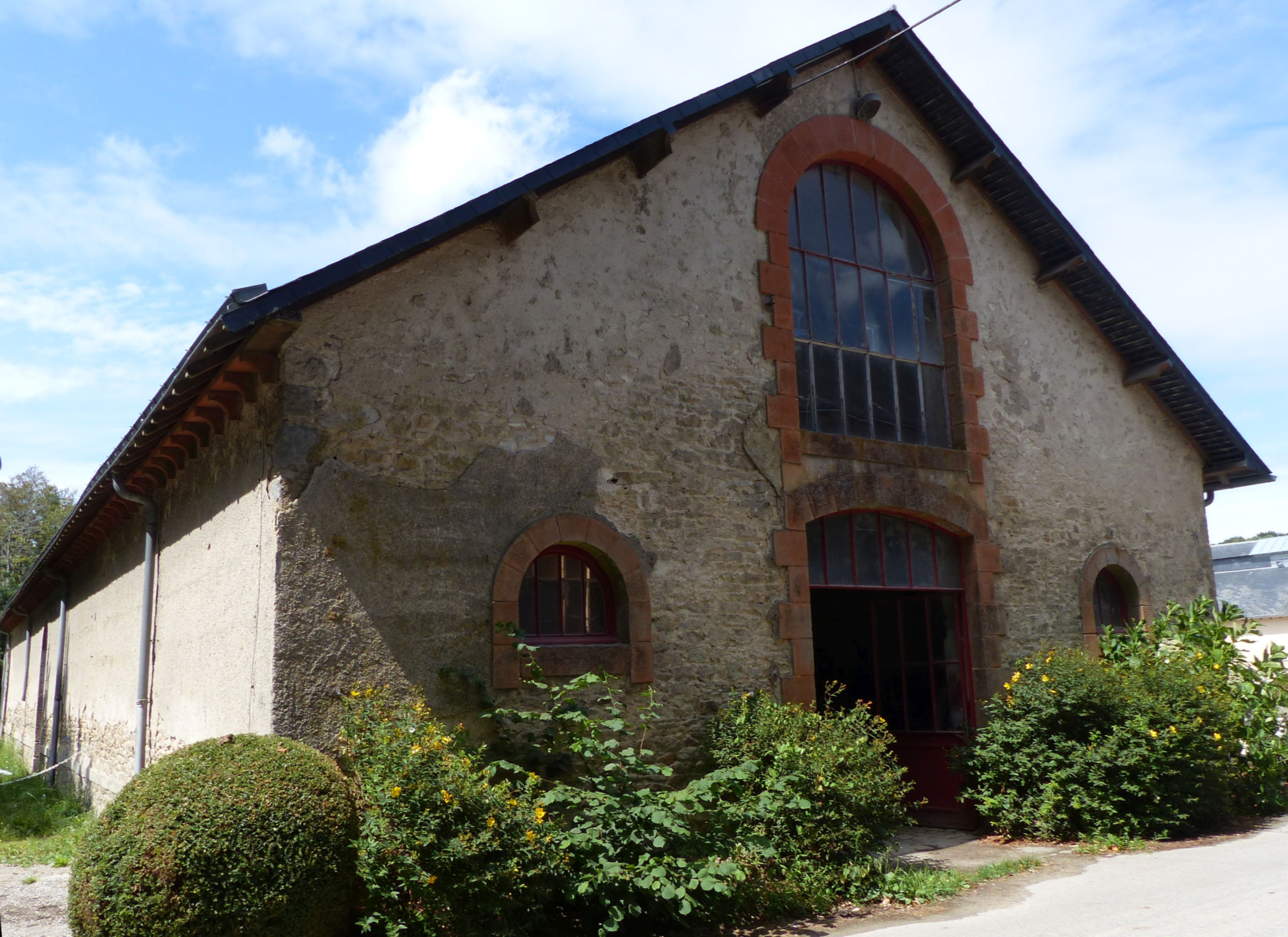
Remise à véhicules hippomobiles.
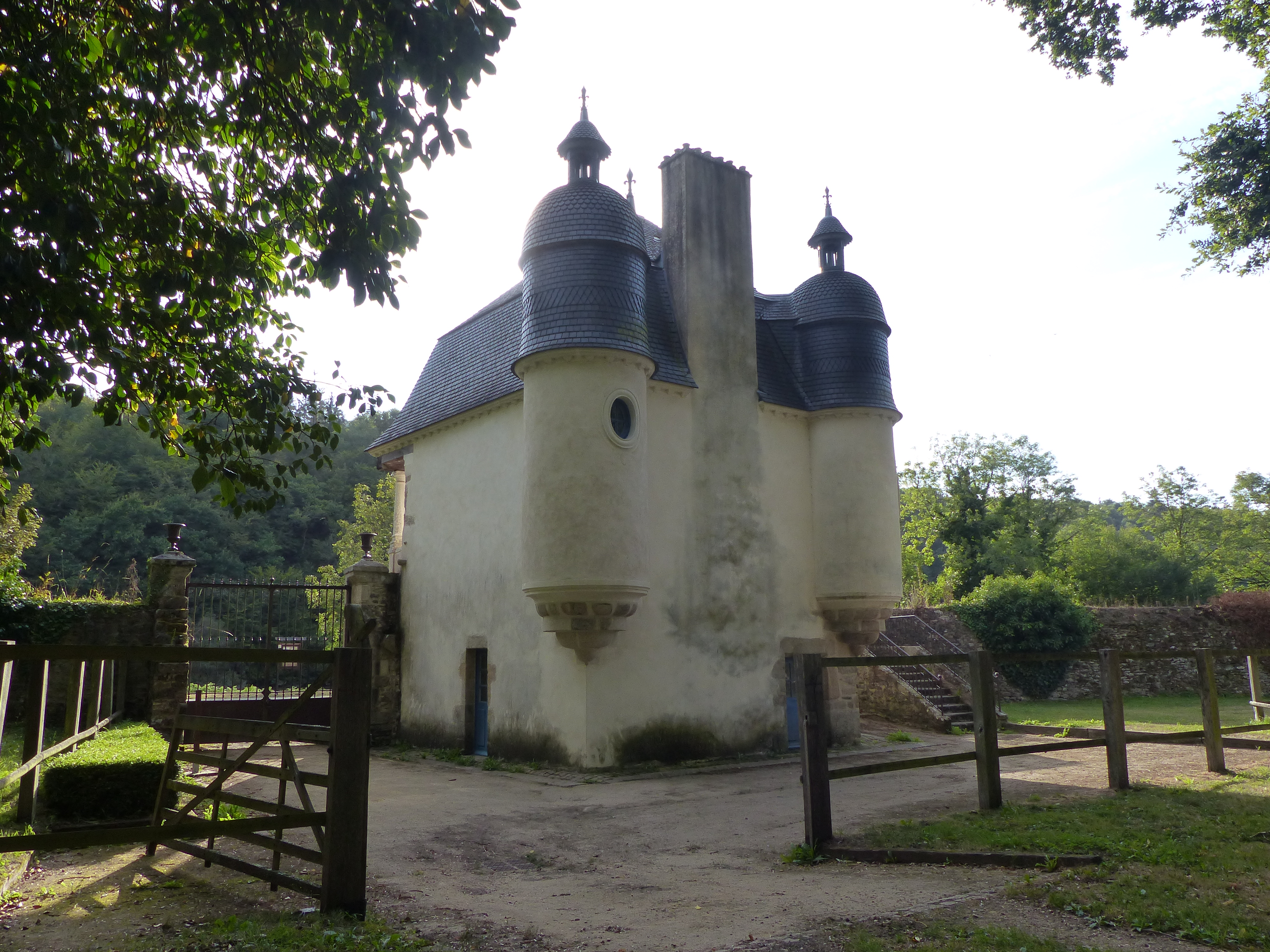
Porterie de l'ancienne abbaye de la Joie, devenue résidence d'artistes.
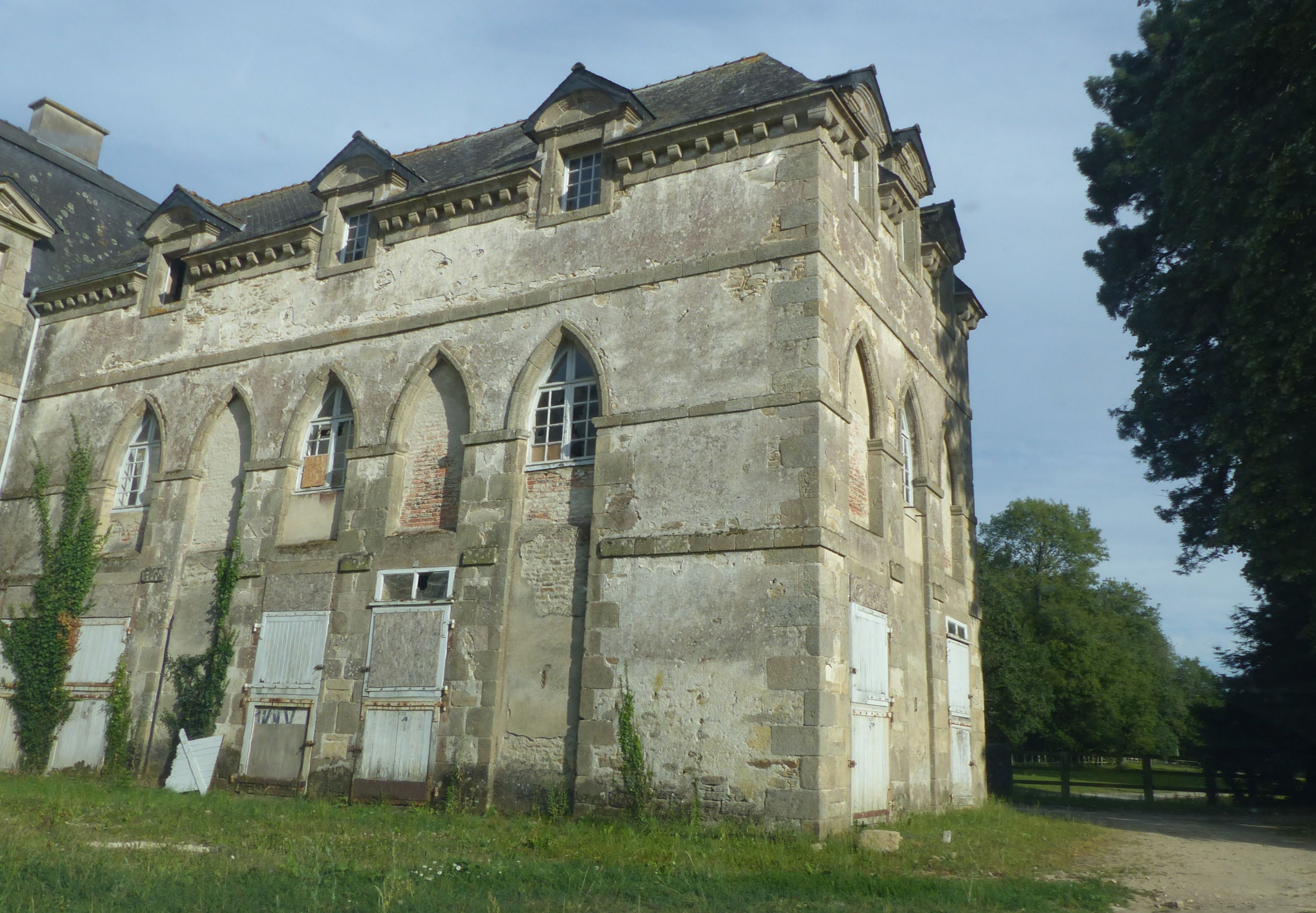
Logis abbatial de l'ancienne abbaye de la Joie.

### Patrimoine équestre et hippomobile
La sellerie d'honneur d'Hennebont compte parmi ses pièces une selle marocaine à la broderie dorée. Le portrait de Napoléon III en pied, offert après l'inauguration du Haras en 1857, est exposé dans l'Espace découverte du cheval, écurie no 1.

### Installations équestres

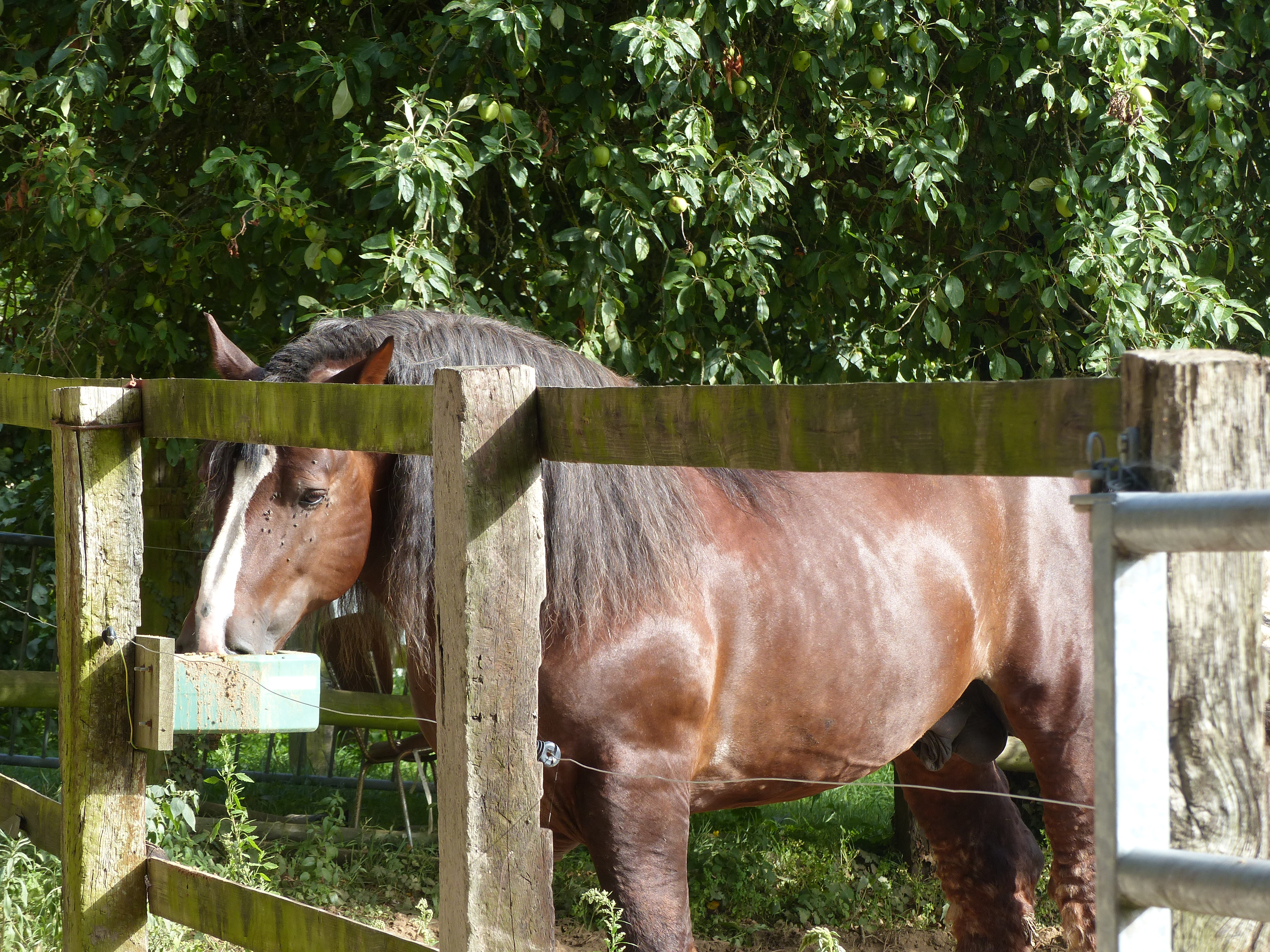
Étalon Breton en paddock.

Le Haras national d'Hennebont dispose d'une cinquantaine de boxes en écurie pour les chevaux, de trois carrières en sable d'une surface totale de 7 600 m2, d'une carrière de compétition en herbe sur 8 800 m2, d'un manège de 1 500 m2, d'un rond d'Havrincourt, d'un marcheur couvert, et de plusieurs paddocks.

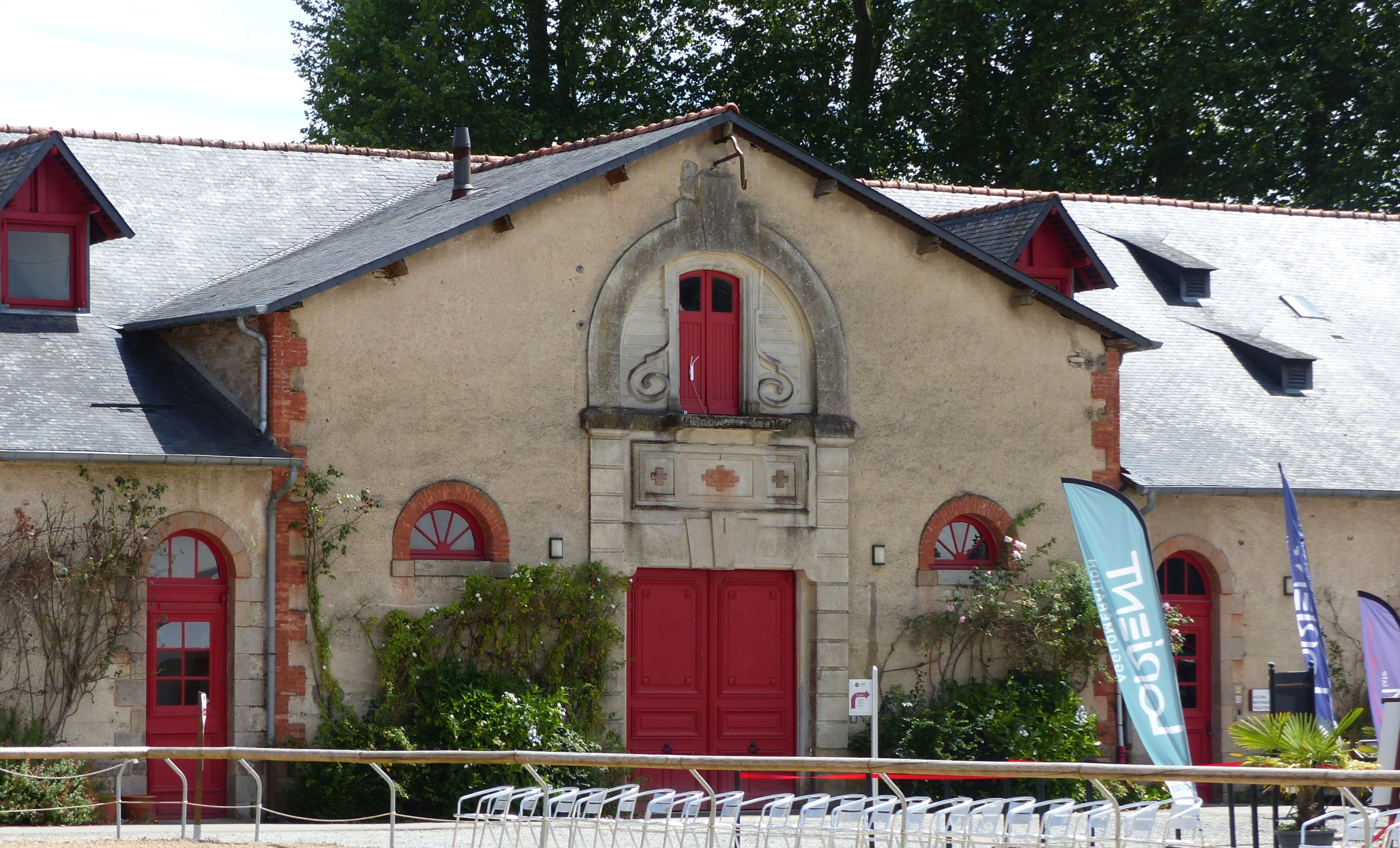
Écurie.
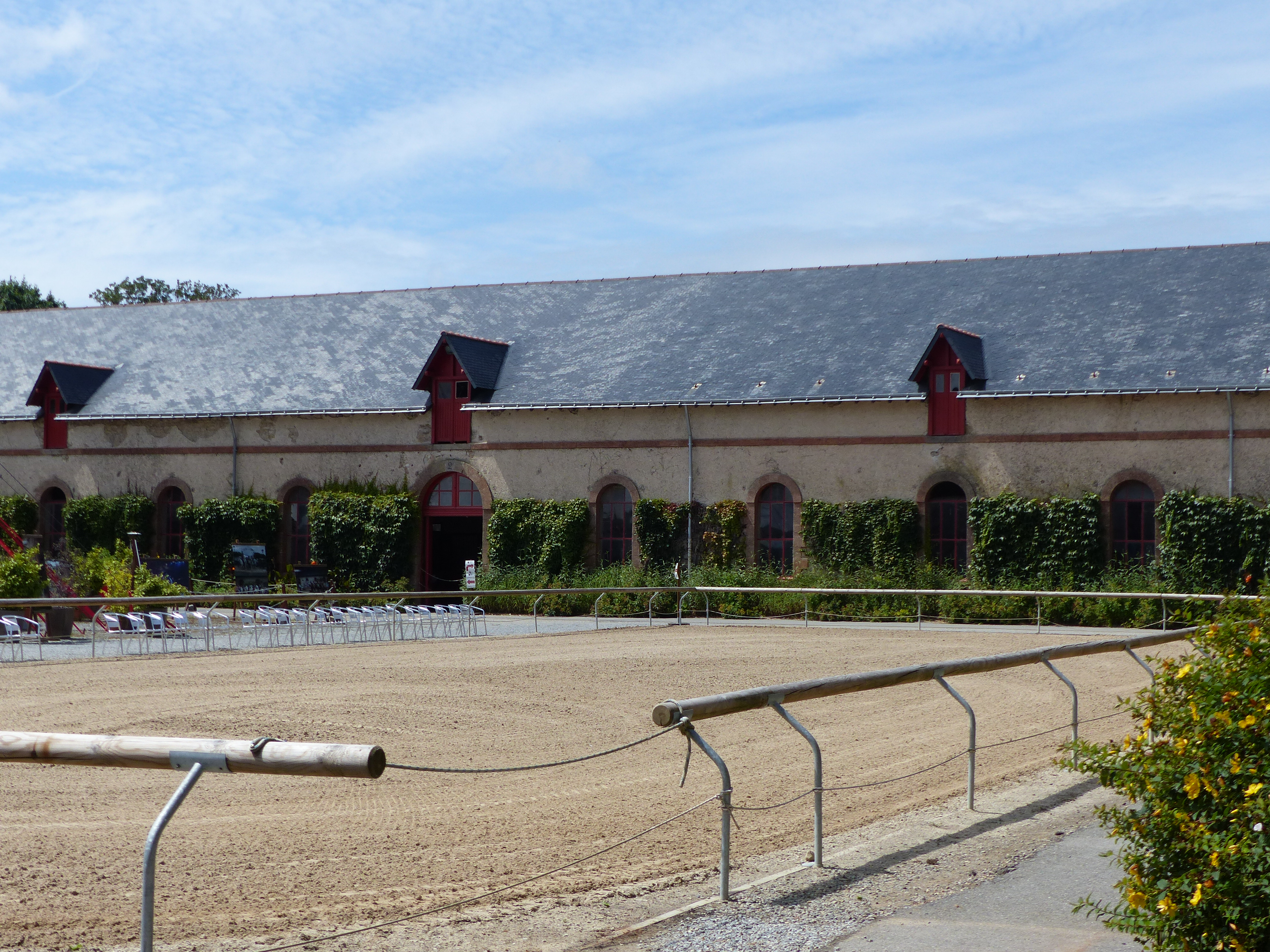
Carrière en sable, avec écurie au fond.

### Chevaux
De par son implantation régionale, la spécialité d'élevage équin du Haras national d'Hennebont est naturellement le cheval de trait Breton,. La majorité des chevaux du site sont donc des trait et des demi-trait.
En 2013, après que les chevaux du Haras aient ouvert la traditionnelle parade, la délégation asturienne du Festival interceltique de Lorient offre un poney de pure race Asturcón, nommé Nordfjior, au Haras national d'Hennebont.

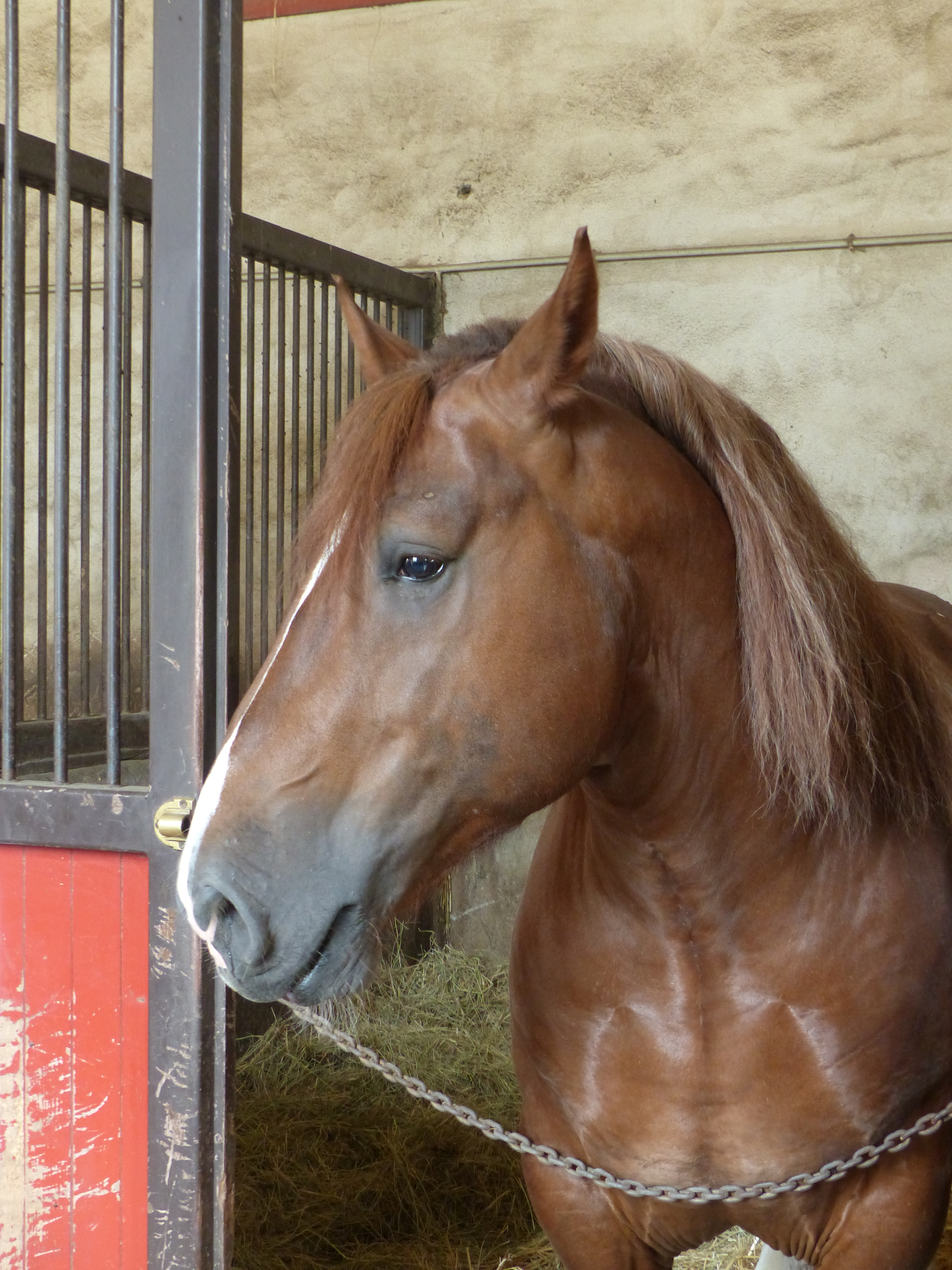
Étalon Breton en box.
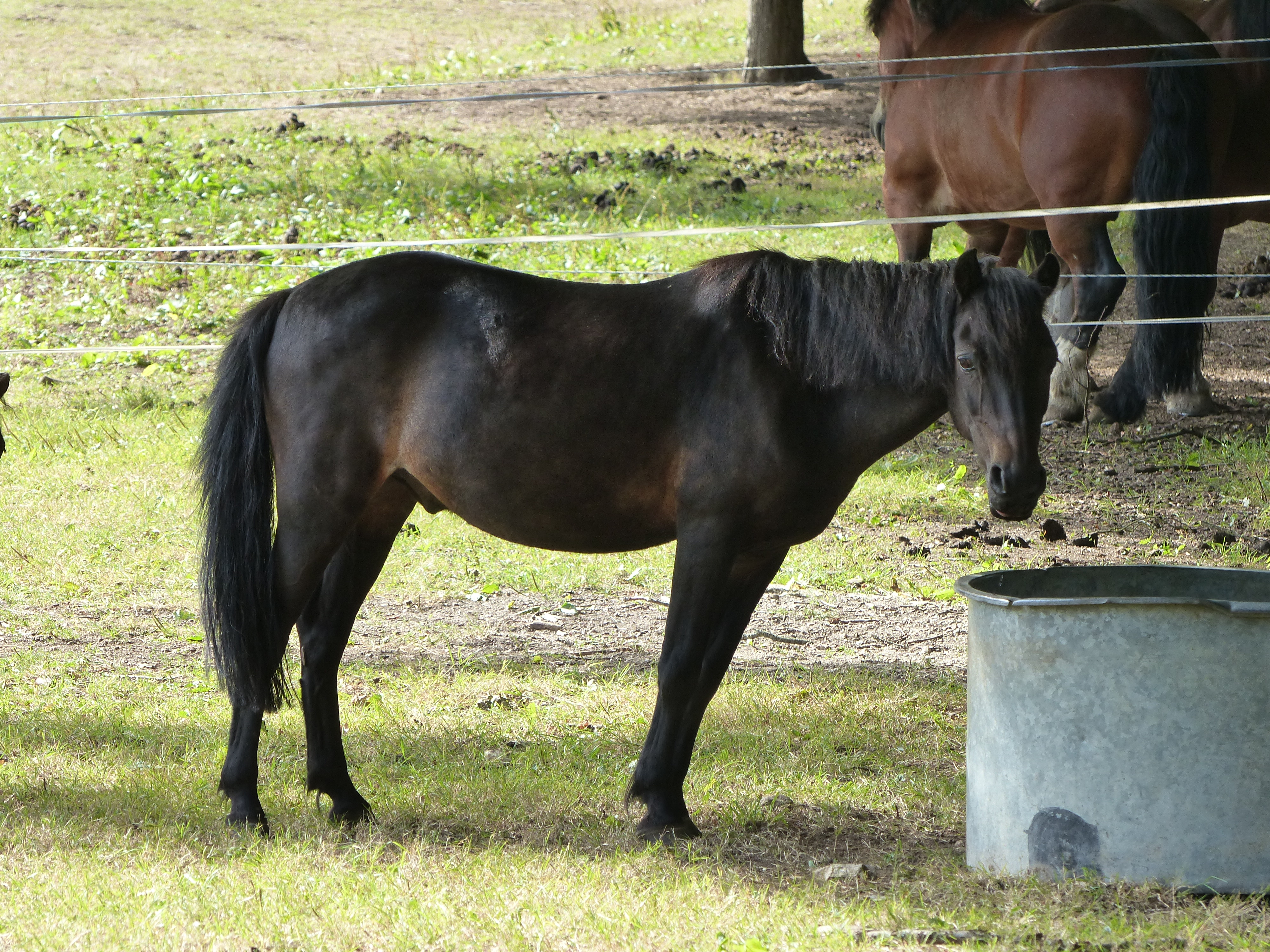
Poney au pré.
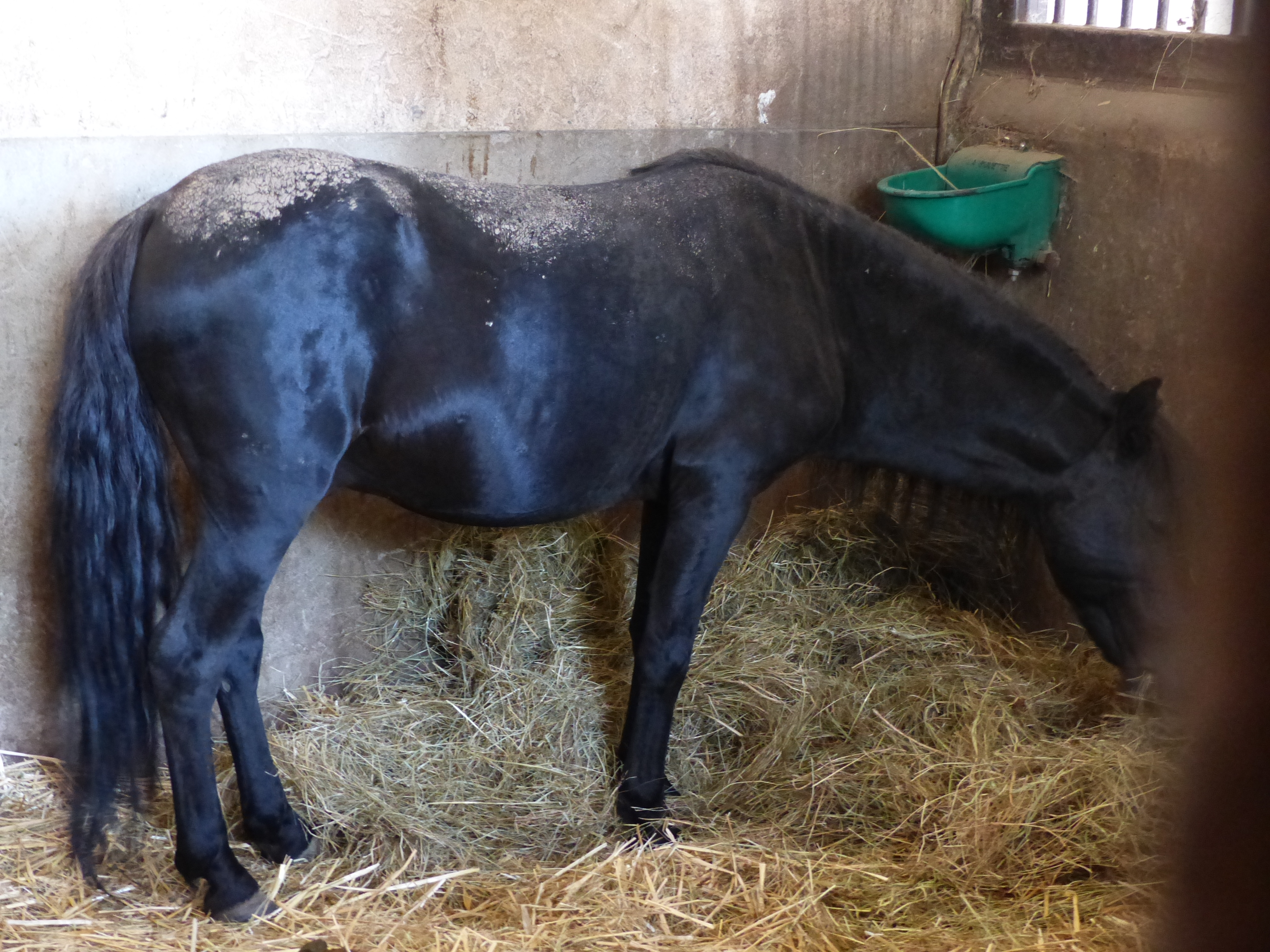
Nordfjior, étalon de pure race Asturcón offert au Haras national d'Hennebont par la délégation asturienne du Festival interceltique de Lorient 2013.

En 2014, ce Haras accueille 25 étalons tous types confondus, trait, selle, poney et âne. En 2019, il n'y a qu'une dizaine de chevaux sur place.

### Végétation

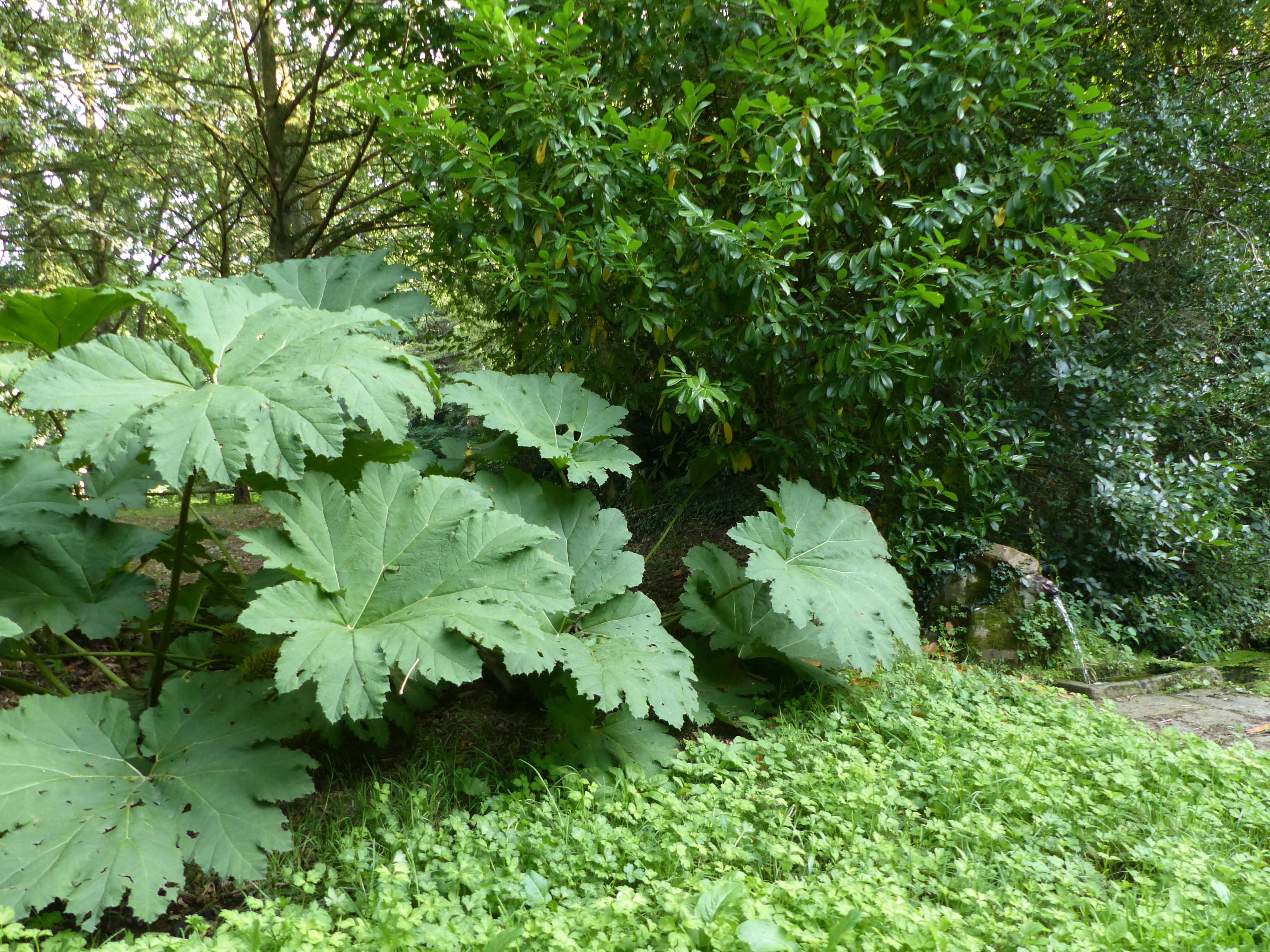
Specimen de Gunnera manicata dans l'enceinte du Haras, près de la fontaine en tête de lion.

L'ensemble du site est arboré d'espèces rares comptant des spécimens âgés, dont un tilleul de plus de 200 ans. Sur 23 hectares, le parc arboré partiellement classé comme « espace boisé protégé » contient aussi des rosiers dans la cour d'honneur, des pins de Monterey, de l'alisier blanc, de la Gunnera manicata, des frênes, du hêtre pourpre et un cèdre du Liban. Des camélias fleurissent périodiquement. Une fontaine sculptée en forme de gueule de lion fournit de l'eau toute l'année.
Le choix de certaines espèces végétales avait jadis des raisons pratiques, le noisetier servant à confectionner des badines de dressage, et le frêne du matériel pour l'attelage.

## Direction
Certains directeurs ou inspecteurs des Haras ont marqué l'histoire d'Hennebont. D'après Gérard Guillotel, les différents officiers des haras de Bretagne durant la seconde moitié du XXe siècle sont très soudés.
| Nom ,                        | Années d'exercice, | Fonctions,                                                          |
| ---------------------------- | ------------------ | ------------------------------------------------------------------- |
| M. Drieu                     | 1857 - 1863        | Directeur du dépôt d'Hennebont                                      |
| M. de la Motte-Rouge         | 1863 - 1871        | Inspecteur général des Haras et directeur du dépôt                  |
| M. Quinchez                  | 1871 - 1873        | Inspecteur général des Haras et directeur du dépôt                  |
| M. de Hanivel de Pontchevron | 1879 - 1881        | Inspecteur général des Haras et directeur du dépôt                  |
| M. Paulin de Thélin          | 1881 - 1882        | Directeur du dépôt d'Hennebont                                      |
| M. d'Humières                | 1882 - 1885        | Directeur du dépôt d'Hennebont                                      |
| M. Hornez                    | 1885 - 1886        | Inspecteur général, directeur général des Haras, directeur du dépôt |
| M. las Vignes                | 1886 - 1887        | Inspecteur général des Haras et directeur du dépôt                  |
| M. de Moulins de Rochefort   | 1887 - 1906        | Directeur du dépôt d'Hennebont                                      |
| M. Clauzel                   | 1906 - 1915        | Directeur du dépôt d'Hennebont                                      |
| M. du Breil                  | 1915 - 1917        | Directeur du dépôt d'Hennebont                                      |
| M. de Pierre                 | 1917 - 1919        | Inspecteur général, directeur général des Haras, directeur du dépôt |
| M. Reynard                   | 1919 - 1931        | Inspecteur général des Haras et directeur du dépôt                  |
| M. Poujols de Molliens       | 1931 - 1946        | Inspecteur général des Haras et directeur du dépôt                  |
| M. Gendry                    | 1946 - 1952        | Inspecteur général, directeur général des Haras, directeur du dépôt |
| M. Marcilhacy                | 1952 - 1965        | Directeur du dépôt d'Hennebont                                      |
| M. de Dieuleveult            | 1952 - 1965        | Inspecteur général des Haras et directeur du dépôt                  |
| M. Costes                    | 1973 - 1979        | Directeur du dépôt d'Hennebont                                      |
| M. Dassonville               | 1979 - 1984        | Directeur du dépôt d'Hennebont                                      |
| M. Legrain                   | 1984 - ?           | Directeur du dépôt d'Hennebont                                      |

## Missions, événements et tourisme

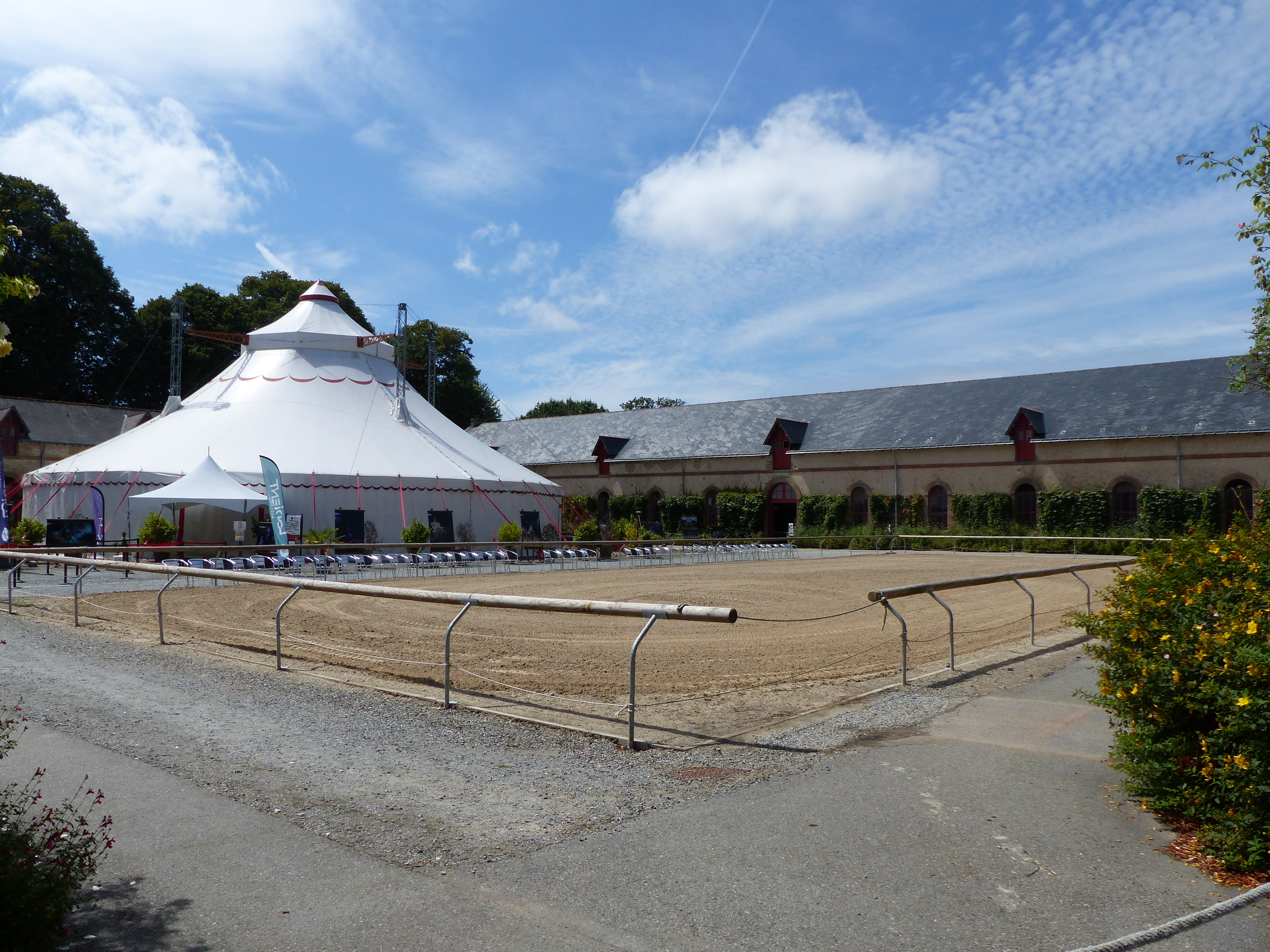
Carrière du Haras national d'Hennebont, avec chapiteau pour l’événementiel.

L'activité du lieu a évolué au fil du temps, et est désormais surtout tournée vers le tourisme, les activités sportives et la culture, avec plus de 60 000 visiteurs par an en moyenne, d'après Lorient Agglomération. Plus de 2 500 personnes visitent le Haras à l'occasion des Journées européennes du patrimoine de 2019. Les visites se font notamment dans les écuries, la forge, la sellerie d'honneur et le laboratoire de reproduction. Tout l’événementiel est géré par la Sellor, qui s'occupe aussi de louer le site pour des mariages, des séminaires et des cabarets. Des spectacles équestres sont organisés d'avril à décembre, pour plus d'une centaine de spectacles chaque année, sous chapiteau ou en extérieur.
L'Institut français du cheval et de l'équitation, présent sur le site, y assure l'identification des équidés et un accompagnement socio-professionnel dans le secteur équestre.

### Espace découverte du cheval
Un espace découverte du cheval en Bretagne, créé en 1999,, est situé dans la grande écurie (dite no 1), présentant le cheval et son histoire. Il comporte une muséographie, des vidéos, et est interactif.
Cet espace accueille aussi des expositions temporaires. En 2001, il reçoit une exposition des photographies en noir et blanc de Jean-Maurice Colombel, Des chevaux et des hommes bretons, qui, d'après le quotidien Le Télégramme, rencontre un bon succès. Pour les journées du patrimoine de 2018, il accueille une exposition consacrée aux costumes et au cheval.
Cet espace attire environ 30 000 visiteurs par an selon l'Union régionaliste bretonne ; 35 000 par an dont 18 000 en saison estivale d'après le site web officiel.

### Atelier de forge
La forge du haras, à l'abandon depuis la fin des années 1990, a été réactivée en 2016 pour accueillir un artisan qui propose des stages en coutellerie, serrurerie et outillage. Cet atelier propose aussi des créations et des réparations d'objets métalliques, ainsi que de l’affûtage.

### École d'attelage
Une école d'attelage du centre équestre Ar Maner (« le manoir », en breton) de Rédené est installée depuis juillet 2018. Cette dernière utilise les trois carrières, le rond d'Havrincourt, les obstacles fixes et l'ensemble du parc, proposant du travail en liberté et du travail aux longues rênes. Depuis son installation et jusqu'en octobre 2019, une dizaine de personnes ont été formées.
| Homme en chemise blanche faisant face à une jument. |
| Arrêt et demande d'attention.                       |

| Homme en chemise blanche faisant face à une jument. |
| Déplacement.                                        |

| Homme en chemise blanche faisant face à une jument. |
| Déplacement.                                        |

| Homme en chemise blanche caressant une jument. |
| Récompense à la fin de la séance de travail.   |

Auparavant, Hennebont accueillait une école d'attelage des Haras nationaux.

### Marché de Noël
Le syndicat mixte organise tous les ans un marché de Noël, qui attire à chaque édition environ 10 000 visiteurs au Haras d'Hennebont, d'après le site officiel. Le haras est transformé et décoré pour l'occasion. L'édition 2017 s'étend sur 700 m2, et accueille 58 exposants, une navette gratuite étant mise en place par la ville d'Hennebont. En 2018, ce marché de Noël est l'un des derniers à perdurer dans son secteur géographique. L'édition 2018 a été inaugurée par la sénatrice du Morbihan Muriel Jourda.

### Anciens événements
La présentation des étalons, nommée « grande parade des étalons » et considérée comme un événement incontournable d'Hennebont, d'après Le Télégramme, avait traditionnellement lieu le premier dimanche du mois de février chaque année, mettant en vedette tous les étalons fournissant de la semence au haras, qu'ils soient de trait ou de sport. La dernière édition recensée a eu lieu en 2013. Le concours de juments poulinières organisé en 2016 a réuni une quarantaine de participants.
La semaine hippique d'Hennebont était organisée chaque année au haras, au mois de juillet, par la société hippique nationale, proposant des concours de saut d'obstacle, des derbys de niveau pro et de niveau amateur. L'édition de 2019 a été annulée du fait de la restructuration des Haras nationaux. Considéré par le journal Ouest-France et par France 3 Bretagne comme « le rendez-vous le plus attendu des cavaliers du Grand Ouest » et « le plus gros événement annuel équestre de la région Bretagne », son édition de juillet 2018 avait réuni 2 000 cavaliers sur 32 épreuves,.